# (5397) Vojislava
(5397) Vojislava est un astéroïde de la ceinture principale.

## Description
(5397) Vojislava est un astéroïde de la ceinture principale. Il fut découvert le 14 novembre 1988 à l'observatoire Gekko par Yoshiaki Ōshima. Il présente une orbite caractérisée par un demi-grand axe de 2,53 UA, une excentricité de 0,19 et une inclinaison de 12,4° par rapport à l'écliptique.

## Compléments